# FIFA Soccer 95
FIFA Soccer 95 je sportovní videohra s fotbalovou tematikou vyvinutá a vydaná společností Electronic Arts. Jedná se o druhý díl herní série FIFA. Hra vyšla v listopadu roku 1994 pro herní konzoli Sega Genesis a jedná se o jediný díl herní série, který nevyšel na počítačích.
Na oficiálním obale hry se nachází norský brankář Erik Thorstvedt.

## Hratelnost
Hráč ovládá jednoho z jedenácti fotbalistů ze svého týmu, mezi nimiž se může přepínat. Hru je také umožněno hrát až pro čtyři hráče, kde každý z hráčů ovládá ve hře jiného fotbalistu. Hra využívá izometrické zobrazení.
Na rozdíl od minulého ročníku se v zápase kde není po základní hrací době a prodloužení rozhodnuto o vítězi kope penaltový rozstřel. Zároveň je oproti minulému dílu upravená časomíra a vylepšeno ovládání jednotlivých hráčů.
Hra obsahuje čtyři hlavní herní módy: Exhibice, Turnaj, Liga a Play-off. Poprvé v sérii jsou zde obsažené klubové ligy. Jedná se o anglickou Premier League, francouzskou Division 1, italskou Serii A, německou Bundesligu, španělskou La Ligu, nizozemskou Eredivisii, brazilskou Campeonato Brasileiro Séri A a fiktivní americkou ligu. Ve hře se také nachází 58 národních týmů a 5 All-Star týmů. Do hry byly přidány nové národní týmy, konkrétně Egypt, Jihoafrická republika, Keňa, Peru, Indie, Spojené arabské emiráty a Finsko. Hráči nejsou ve hře licencováni, proto jména hráčů jsou fiktivní.

## Ligy a národní týmy

### Ligy
- Anglie Premier League
- Francie Division 1
- Itálie Serie A
- Německo Bundesliga
- Španělsko Primera División
- Nizozemsko Eredivisie
- Brazílie Campeonato Brasileiro Série A
- USA American League

### Národní týmy
- Alžírsko
- Anglie
- Argentina
- Austrálie
- Belgie
- Bolívie
- Brazílie
- Bulharsko
- Čína
- Česká republika
- Dánsko
- Egypt
- Finsko
- Francie
- Hongkong
- Chile
- Indie
- Irák
- Irsko
- Itálie
- Izrael
- Japonsko
- Jihoafrická republika
- Jižní Korea
- Kamerun
- Kanada
- Katar
- Keňa
- Kolumbie
- Lucembursko
- Maďarsko
- Maroko
- Mexiko
- Německo
- Nigérie
- Nizozemsko
- Norsko
- Nový Zéland
- Peru
- Pobřeží slonoviny
- Polsko
- Portugalsko
- Rakousko
- Rumunsko
- Rusko
- Řecko
- Spojené arabské emiráty
- Saúdská Arábie
- Severní Irsko
- Skotsko
- Španělsko
- Švédsko
- Švýcarsko
- Turecko
- Ukrajina
- Uruguay
- USA
- Wales

### All-Star týmy
- Africký All-Star tým
- All-Star tým Blízkého východu
- Asijský All-Star tým
- Evropský All-Star tým
- Severoamerický All-Star tým